# Noriaki Yokosuka
Noriaki Yokosuka (横須賀 功光, Yokosuka Noriaki, 1937-2003) est un photographe japonais, lauréat de l'édition 1989 du prix Ina Nobuo.